# Сверхпроводящая логика
Сверхпроводящая логика — класс логических схем, построенных на основе сверхпроводников и джозефсоновских контактов, и использующих эффект квантования магнитного потока. Отсутствие электрического сопротивления позволяет создавать логические схемы с высоким быстродействием, а последние разработки обладают и высокой энергоэффективностью. Сверхпроводящая логика является вариантом для создания процессоров, с высокой частотой переключения отдельных логических элементов — до сотен ГГц.
Превосходство энергоэффективной сверхпроводящей логики над традиционной КМОП является одним из вариантов создания технологий экзафлопных вычислений. По оценке на июнь 2011 года компьютер экзафлопного класса, построенный на КМОП-логике, должен потреблять порядка 0,5 гигаватта энергии, тогда как компьютер на основе энергоэффективной сверхпроводящей логики мог бы иметь в 10—100 раз меньшее энергопотребление.

## Принцип действия
В сверхпроводящей логике используется свойство некоторых металлов (ниобий, свинец) становиться сверхпроводниками при их охлаждении до температуры в несколько градусов выше абсолютного нуля. В кольце из сверхпроводника электрический ток из-за отсутствия сопротивления будет циркулировать бесконечно. Ток в кольце создаёт поток магнитного поля, причем величина этого потока всегда равна целому числу квантов магнитного потока, то есть наблюдается квантование магнитного потока.
Для изменения числа квантов магнитного потока в сверхпроводящей цепи используется эффект Джозефсона. Этот эффект состоит в протекании сверхпроводящего тока через тонкий слой диэлектрика (например, оксида алюминия), разделяющего два сверхпроводника. Сверхпроводимость джозефсоновского контакта зависит от величины протекающего тока. Если ток превышает значение, называемое критическим током, сверхпроводимость исчезает, на контакте возникает падение напряжения, а сам контакт начинает излучать электромагнитные волны. Пропуская внешний ток через джозефсоновский контакт возможно как создавать кванты магнитного потока в сверхпроводящей цепи, так и выводить их из неё.
Первые попытки создать работоспособную технологию на джозефсоновских контактах были предприняты в США компанией IBM (1969—1983 годы) и в Японии (1981—1990 годы). Однако практического внедрения разработок не последовало, поскольку достигнутые частоты порядка 1 ГГц лишь незначительно превосходили быстродействие обычной КМОП-логики.

## Типы сверхпроводящей логики

### Быстрая одноквантовая логика
Быстрая одноквантовая логика (БОКЛ, англ. Rapid Single Flux Quantum, RSFQ) была разработана в начале 80-х годов физиками Константином Лихаревым, Василием Семёновым и Олегом Мухановым. Данная технология долгое время была основной при создании сверхпроводящей логики. Несмотря на название, к квантовым компьютерам эта технология не имеет отношения. Она использует для представления бита информации квант магнитного потока, перемещающийся вдоль джозефсоновской линии передач в виде короткого импульса напряжения.
БОКЛ применяется в высокоскоростных телекоммуникационных устройствах, схемах цифровой обработки сигналов, быстродействующих АЦП и ЦАП. В 2002 году на основе данной технологии был создан экспериментальный 8-битный процессор FLUX-1 с тактовой частотой 20 ГГц. Однако, данный вид логики имеет ряд недостатков, не позволяющих достичь уровня интеграции, возможного в современных КМОП микропроцессорах. Такими недостатками являются накопление джиттера по мере роста числа элементов схемы и значительное энергопотребление. Для работы БОКЛ-элементов через них пропускается постоянный ток смещения. Используемая для распределения тока сеть резисторов может потреблять в десятки раз больше энергии, чем необходимо для выполнения логических операций.

### Взаимная квантовая логика
Взаимная квантовая логика (англ. Reciprocal Quantum Logic, RQL) — новый тип сверхпроводящей логики, в котором решены некоторые проблемы быстрой одноквантовой логики. Разработчиком является компания Northrop Grumman Corporation. Во взаимной квантовой логике для представления бита информации используется взаимная пара квантов магнитного потока (положительный и отрицательный).
Логические элементы взаимной квантовой логики работают на импульсном принципе, не требуют резисторов смещения, что снижает потребляемую мощность в десятки раз по сравнению с предыдущими поколениями сверхпроводящей логики. Набор логических элементов включает: два схематически объединённых элемента «И» и «ИЛИ» с общими входами (реализующих логические функции «И» и «ИЛИ»), элемент «А-И-(НЕ-Б)» (реализующий пропускание импульса со входа А при отсутствии импульса на входе Б) и элемент «Установка/Сброс» (выполняющий функции элемента памяти).